# Bielefeldskolen
Bielefeldskolen er en gruppe af tyske historikere, oprindeligt fra Bielefeld Universitet, som er fortalere for socialhistorie og politisk historie gennem kvantificering og anvendelse af metoderne fra politologi og sociologi.  Blandt skolens ledere er Hans-Ulrich Wehler, Jürgen Kocka og Reinhart Koselleck. I stedet for at lægge fokus på historiens store lederes personlighed, sådan som gængs historieskrivning har for vane, koncentrerer Bielefeldskolen sig i stedet om sociokulturelle udviklinger i historien. Historie som "historisk socialvidenskab" (som Wehler beskrev det) er hovedsageligt blevet udforsket i studier af det tyske samfund i det 19. og 20. århundrede. Bevægelsen har siden 1975 udgivet den akademiske journal Geschichte und Gesellschaft: Zeitschrift fur Historische Sozialwissenschaft.
Socialhistorie blev indenfor den vesttyske historiografi udviklet i 1950'erne og 1960'erne som efterfølgeren til den nationalhistorie, der blev miskrediteret af nazismen.  Den tyske variant af "samfundshistorie" — Gesellschaftsgeschichte — har siden sin begyndelse i 1960'erne været kendt for sin anvendelse af sociologiske og politologiske moderniseringsteorier på tysk historie. Moderniseringsteori blev af Wehler og hans Bielefeldskole præsenteret som en måde at kunne transformere "traditionel" tysk historie, dvs. national politisk historie med fokus på nogle få "store mænd", til en integreret og komparativ historie om tysk samfund inklusive samfundsstrukturer udenfor politik. Wehler var påvirket af Max Webers moderniseringsteori, samt koncepter fra Karl Marx, Otto Hintze, Gustav Schmoller, Werner Sombart og Thorstein Veblen.